# Sunan Ampel
Sunan Ampel (Royaume de Champa, 1401 -  Surabaya, 1481) est l'un des neuf saints javanais Wali Sanga, auxquels on attribue l'expansion de l'Islam à Java.

## Biographie
{{Sunan Ampel ou son nom Raden Rahmat » lorsqu'il était jeune, il est le fils aîné de Maulana Malik Ibrahim. Il est né en Campa en 1401 après Jésus-Christ et il est mort en 1481 après Jésus-Christ en Démak et il a été enterré dans la mosquée du côté ouest selon de l'estimation lorsqu'il est mort. Le nom Ampel était très identique avec l'endroit où il a résidé, c'est-à-dire que la région d'Ampel ou d'Ampel Dénta, qui aujourd'hui la région de Surabaya actuellement. 
Il s'est marié avec la fille du grand duc au Tuban.  
Son mariage avec elle est tellement gracieux qu'elle a eu fils et fille. L'un d'eux choisit la voie de son père pour diffuser cette religion et est devenu le Sunan Bonang et Sunan Drajat, qui étaient les six saints (wali songo). Lorsque le sultanat de Démak se construit, il a aidé le royaume islamique. Il a également nommé son élève de Raden Patah d'être le Sultan de Démak en 1475 apr. J.-C. — le fils de Prabhu Brawijaya V qui était le roi de Majapahit
Il y avait beaucoup de marécages là-bas dans l'Ampel Dénta, qui l'endroit qu'un cadeau par le roi de Majapahit pour lui, il a construit et développé un pensionnat. Au début, il a embrassé la communauté environnante. Au milieu du XVe siècle, et l'éducation  a devenu le plus fameuse et influencée à l'archipel ou même à l'international. L'un d'eux étaient Sunan Giri et Raden Patah. Puis, les saints ont été commandés pour propager leur religion au beaucoup de l'île Java et l'île de Madura. 

## Source
- (id) Cet article est partiellement ou en totalité issu de l’article de Wikipédia en indonésien intitulé « Sunan Ampel » (voir la liste des auteurs).